# Aeroportul Soldotna
Aeroportul Soldotna (IATA: SXQ, ICAO: PASX, FAA LID: SXQ) este un aeroport din Alaska, Statele Unite ale Americii ce deservește zona Soldotna⁠(d). Aeroportul a fost tranzitat în 2019 de 8 pasageri. A fost numit după zona deservită.
Situat la o altitudine de 34 m, aeroportul dispune de 1 pistă.

## Infrastructură

### Piste
Aeroportul dispune de o singură pistă. Pista 07/25 are suprafața de asfalt și dimensiunile 5.001 picioare × 130 picioare. 